# 실종: 충격적 사실들
《실종: 충격적 사실들》(영어: Imagining Argentina, 스페인어: Imaginando Argentina)은 미국, 영국, 스페인에서 제작된 크리스토퍼 햄프턴 감독의 2003년 시대극 드라마 영화이다. 안토니오 반데라스, 에마 톰프슨, 레티시아 돌레라, 루벤 블라데스 등이 출연하였고, 다이앤 실런 아이작스 등이 제작에 참여하였다.

## 출연
- 안토니오 반데라스
- 에마 톰프슨
- 레티시아 돌레라
- 마리아 커낼스 버레라
- 루벤 블라데스
- 이레네 에스콜라르
- 쿠노 베케르
- 앤턴 레서
- 루이스 안토니오 라모스

## 기타 제작진
- 공동 제작: 로우르데스 디아스, 루커스 포스터, 조디 로스, 필립 폰앨번슬레번, 호세 마리아 쿠니예스, 이사벨 물라
- 라인 제작: 호세 루이스 에스콜라르
- 협력 제작: 데버라 라이즈먼
- 배역: 제이니 포더길
- 미술: 바르바라 페레스솔레로
- 의상: 비나 다이겔러
- 분장: 아나 로사노
- 조감독: 세바스티안 실바, 마리아 알바레스